# والتر وليامز (جندي)
والتر وليامز (بالإنجليزية: Walter Williams)‏ هو جندي أمريكي، ولد في 1842 في مقاطعة إيتاوامبا في الولايات المتحدة، وتوفي في 19 ديسمبر 1959 في هيوستن في الولايات المتحدة.